# Tolhuis (Bruges)
L'antic Tolhuis del comerciant Jan van Eyckplein a la ciutat belga de Bruges està format per diferents edificis: la casa cantonera "Het Heilig Graf", el Pijndershuisje, l'actual Tolhuis i la casa "Het Wezelkin".

## Descripció i història
El Tolhuis actual es troba darrere del frontis de pedra natural. Aquest edifici va ser originalment una àmplia casa de comerciants de principis de la dècada de 1200. El districte es va convertir llavors en un centre comercial de ple dret al voltant del port. Els vaixells van entrar a Bruges a través de la Langerei i del Spiegelrei. Per als comerciants, aquest era el lloc per excel·lència per construir habitatges amb amplis magatzems. És de suposar que a principis del segle xiv l'oficina del Grote Tol hi va trobar assentament.
A l'Edat Mitjana es va cobrar un peatge al pont de St. John's, actual plaça de Jan van Eyckplein. Pieter van Luxemburg, el cavaller del vellut d'or, va utilitzar aquests diners per reconstruir el vell Tolhuis el 1477. El porxo del gòtic tardà està decorat amb el seu escut de policromia. A l'esquerra es pot observar la petita façana de pedra de la casa dels estibadors. Quatre estatuetes per damunt de la volta il·lustren el tipus de comerç.
El peatge era el lloc on es determinava i recollia un impost d'importació o Grote Tol sobre els productes que arribaven a Bruges a través del comerç interregional i internacional. El Kleine Tol estava destinat al comerç local i va ser carregat a les portes de la ciutat. L'import del Grote Tol ha estat determinat pel pes dels productes importats. Això significava que una casa de peatge sempre tenia adjunta una "casa de peses".
Aquest peatge era un impost reial per al qual sovint una persona privada va rebre la concessió. Al segle xiii, el conte de Flandes va prestar el peatge als senyors de Gistel. La primera menció d'una oficina de peatge en aquest lloc data dels comptes de confiscació del 1302 al 1305. Durant aquest període l'edifici va ser renovat dràsticament i probablement adaptat a la seva nova funció. Per matrimoni el peatge va ser destinat a la família Van Luxemburg poc després del 1400; d'aquí l'arma sobre el porxo. El 1549 els titulars del peatge, amb el permís de l'emperador Carles V, van vendre aquest dret a la ciutat. A partir d'aquest moment, es parla de l'oficina de mestre del Gran Tol.
Amb la modernització de la nostra societat i de les nostres institucions en el període francès (1794-1814), el peatge va ser abolit i substituït pel sistema duaner. Aleshores el Tolhuis estava ocupat per la família del destinatari dels drets de duana. Durant un temps, aquesta casa era de propietat privada, tot i que una màquina de pesatge pública continuava funcionant a continuació. Al segle xix, els Tolhuis encara eren coneguts com a "Balança de Bruges" o "Pesos públics".

Al voltant de mig segle més tard, el 1876, l'ajuntament va comprar l'edifici per allotjar la biblioteca urbana. L'arquitecte de la ciutat, Louis Delacenserie, va restaurar la façana i va reconstruir l'escala. La planta baixa es va establir el 1889 com a caserna de bombers. El 1995, el govern provincial va comprar el complex d'edificis, protegit com a monument des del 1962. Després d'una profunda restauració i redisseny, durant el 2001 es van allotjar diversos serveis: la Biblioteca Provincial i l'Arxiu de Bruges, el Centre d'Informació Provincial i el Punt d'Informació d'Europa.

(Tolhuis / Tolhuus)
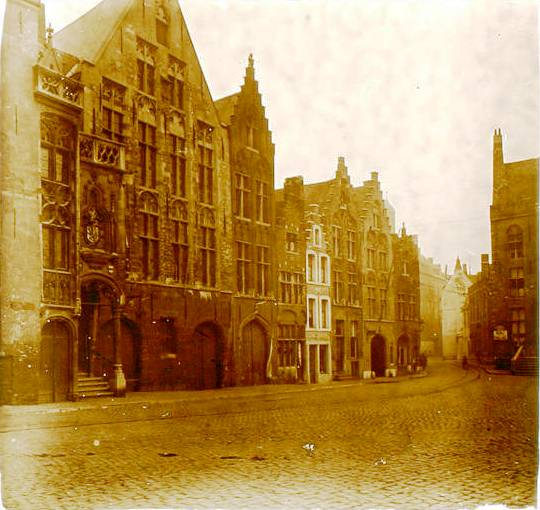
Fotògraf: Marcel·lí Gausachs (començament S.XX)
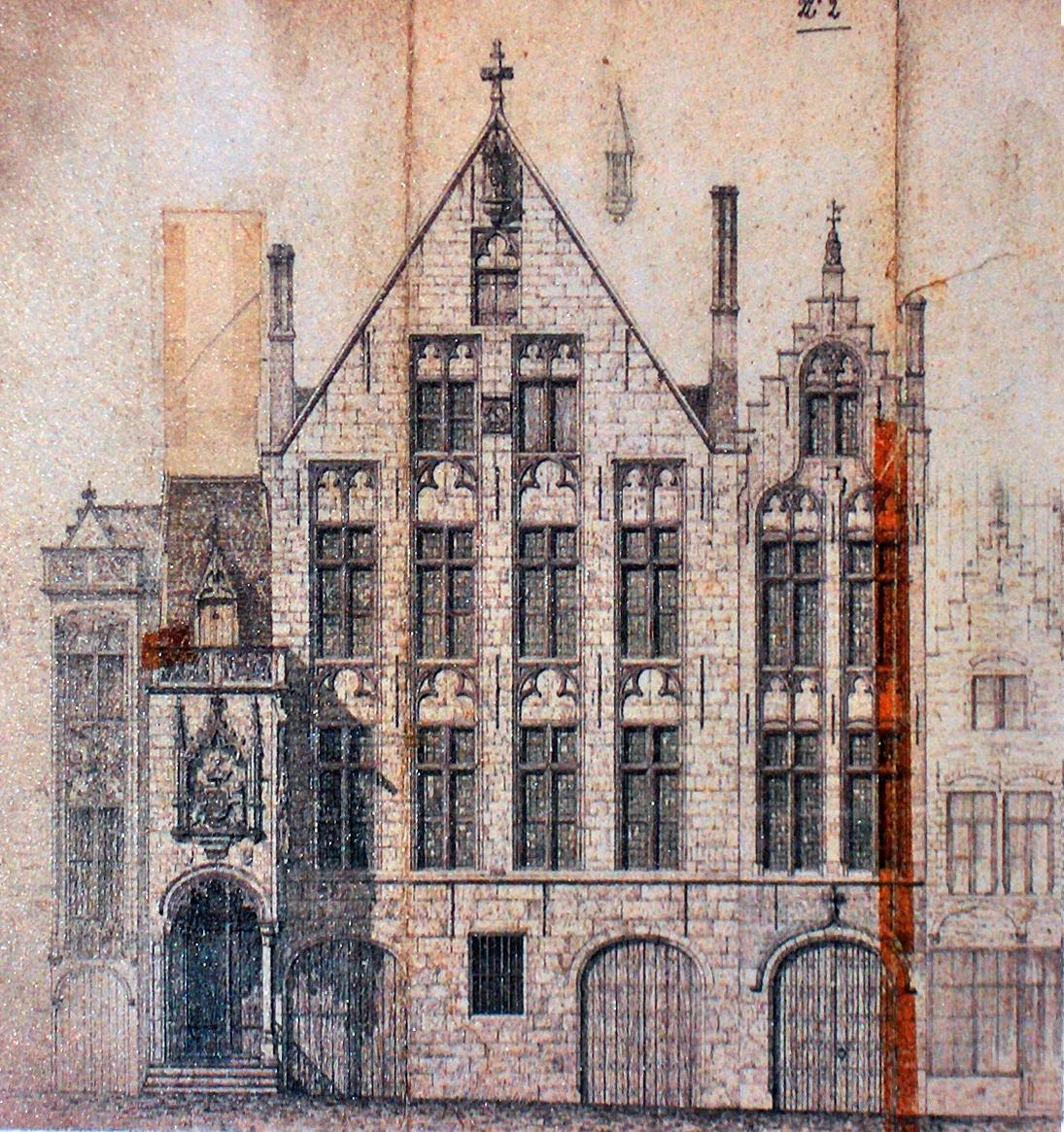
El peatge, Jan van Eyckplein a Bruges; Dibuix original de l'arquitecte Louis Delacenserie (1838-1909)
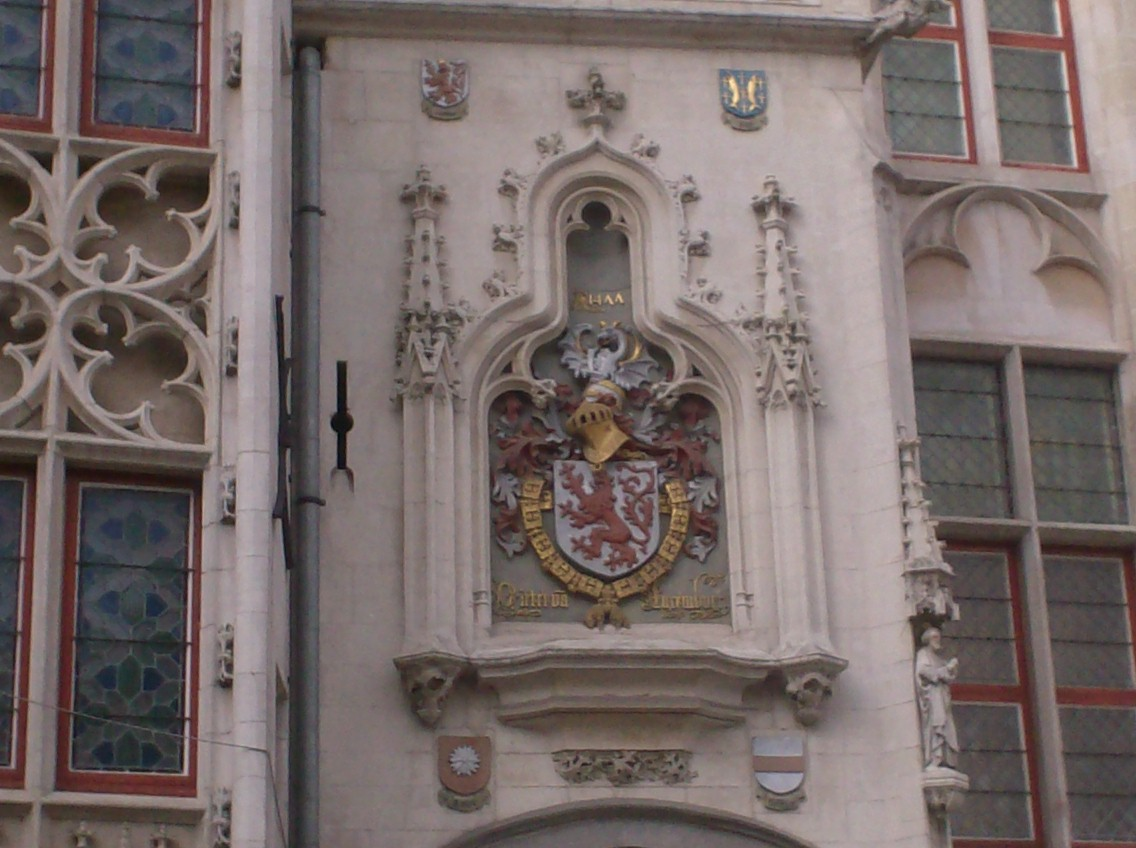
Detall de l'escut d'armes a la façana d'un dels edificis